# Sekundärstrahlung
Als Sekundärstrahlung  wird in der Physik und Astronomie eine elektromagnetische oder Teilchenstrahlung bezeichnet, die durch Wechselwirkung von Strahlung hoher Teilchen- oder Quantenenergie mit Materie entsteht. Die verursachenden Teilchen oder Quanten werden Primärstrahlung genannt. Handelt es sich bei der Sekundärstrahlung um Elektronen, so spricht man von Delta-Elektronen bzw. Deltastrahlung.

## Energiereiche Sekundärstrahlung
Zu den wichtigsten Arten von Sekundärstrahlung gehören:
- die von der kosmischen Strahlung in der Erdatmosphäre hervorgerufene elektromagnetische und Teilchenstrahlung
- die Bremsstrahlung durch die Abbremsung geladener Teilchen in Materie
- die Spallation (Zertrümmerung) von Atomkernen durch Stöße mit Energien im GeV-Bereich. Sie erzeugt Teilchenschauer unterschiedlicher Zusammensetzung als Teile der sekundären kosmischen Strahlung. Die Spallation leichter Elemente erzeugt vorwiegend Protonen, jene schwerer Elemente neue mittelschwere Atomkerne, die weitere Schauer hervorrufen können
- im Strahlenschutz die von bestrahltem und dadurch aktiviertem Material ausgehende Strahlung

## Energieärmere Sekundärstrahlung
Schwache Sekundärstrahlung (wenngleich nicht immer so genannt) kann durch weitere Vorgänge entstehen, vor allem
- durch Photoionisation von Atomen oder Molekülen durch Photonen relativ geringer Energie; siehe auch fotoelektrischer Effekt und Bindungsenergie von Elektronen
- beim Rekombinationsleuchten, u. a. bei Sternschnuppen. Sehr helle Meteore (Feuerkugeln) zeigen sogar eine lang nachleuchtende Spur am Himmel
- bei Fluoreszenz – sie wird u. a. bei der Röntgenfluoreszenzanalyse und der Bestimmung von Gesteinen unter UV-Licht benutzt
- bei Phosphoreszenz – die „kalte“, länger nachleuchtende Lumineszenz.